# Sérgio Queiroz
Sérgio Augusto Queiroz (João Pessoa, 26 de maio de 1975) é um funcionário público, pastor batista e político brasileiro. Foi candidato a senador pela Paraíba em 2022 pelo PRTB e candidato a vice-prefeito de João Pessoa na chapa de Marcelo Queiroga em 2024 pelo NOVO. É formado em direito pela Universidade Federal da Paraíba (UFPB) e em teologia pela Faculdade Teológica Sul Americana (FTSA). É mestre em filosofia pela UFPB, na área de Filosofia Política e Ética e doutor em teologia na Trinity International University, em Chicago.
Queiroz ingressou no serviço público no ano de 1993, como técnico judiciário da Justiça Federal da Paraíba, tendo atuado como assessor do Juízo Federal. Em 1995, tomou posse como auditor fiscal do trabalho. Em 2000, assumiu o cargo de Procurador da Fazenda Nacional, inicialmente lotado em Salvador, e depois em Recife. A partir de 2002, iniciou na Procuradoria da Fazenda Nacional na Paraíba.
Em 2019 asumiu a Secretaria Nacional de Proteção Global, parte do Ministério da Mulher, da Família e dos Direitos Humanos e em 2020 assumiu a Secretaria Especial do Desenvolvimento Social, do Ministério da Cidadania.